# بخش فتح‌المبین
بخش فتح‌المبین یکی از بخش‌های تابعه شهرستان شوش در استان خوزستان در جنوب غربی ایران است.

## تقسیمات کشوری
- بخش فتح‌المبین
  - دهستان چنانه
  - دهستان صرخه صالح مشتت

روستای صالح داوود،
روستای فلیح دونار،
روستای لبیبات،

## جمعیت
بنابر سرشماری مرکز آمار ایران، جمعیت بخش فتح المبین شهرستان شوش در سال ۱۳۸۵ برابر با ۱۵۱۱۲ نفر بوده است.